# Cuca Gamarra
María Concepción Gamarra Ruiz-Clavijo, més coneguda com a Cuca Gamarra   (Logronyo, 23 de desembre de 1974), és una política espanyola del Partit Popular espanyol, que va ser secretària general del partit i alcaldessa de Logronyo. Advocada de formació, va obtenir la llicenciatura en Dret econòmic i el postgrau en Dret cooperatiu per la Universitat de Deusto.

## Carrera política
De 2011 fins al 2019 va ser l'alcaldessa de Logronyo, sent la primera dona a accedir a aquest càrrec. Va arribar a l'alcaldia després d'obtenir el seu partit, el PP, la majoria absoluta en les eleccions municipals de 2011. Succeeix en el càrrec a Tomás Santos, del PSOE. Anteriorment havia estat portaveu de l'oposició (2007-2011) i tinent d'alcalde de l'Ajuntament de Logronyo (2003-2007).
És vicepresidenta de la Federació Espanyola de Municipis i Províncies. A més, és vocal del Comitè Executiu Nacional del Partit Popular des de 2004 i presidenta de la Junta Local de Logronyo del Partit Popular des de 2007.
Des de l'agost del 2020 al novembre de 2023 va ser portaveu del seu partit al Congrés dels Diputats espanyol. Entre l'abril del 2022 i juliol de 2025 va ser la secretària general del partit liderat per Alberto Núñez Feijóo.